# Билли Эллиот (мюзикл)
Billy Elliot the Musical — мюзикл с элементами комедии, поставленный по художественному фильму Билли Эллиот, вышедшему на экраны в 2000 году. Музыка была написана сэром Элтоном Джоном, а сценарий — сценаристом фильма Ли Холлом. Сюжет вращается вокруг мальчика по имени Билли, живущего без матери и меняющего боксёрские перчатки на балетные пуанты. Его личная борьба происходит на фоне борьбы семьи и общественности за свои права в Британской шахтёрской забастовке 1984—1985-х годов, в графстве Дарем, Северо-Восточная Англия. Ли Холл, сценарист фильма и мюзикла, был частично вдохновлён романом Арчибалда Кронина «Звёзды смотрят вниз» (англ. «The Stars Look Down») 1935 года, повествующим о более ранней британской шахтёрской стачке. Первый музыкальный эпизод мюзикла носит такое же название, тем самым отдавая дань уважения знаменитой книге.
Премьера мюзикла состоялась в 2005 году в лондонском театре Вест-Энда. Постановка была номинирована на Премию Лоренса Оливье по девяти номинациям, став лауреатом в четырёх из них, включая Лучший новый мюзикл. Успех постановки повлёк за собой развёртывания своих версий мюзикла в Австралии, на Бродвее и в Южной Корее, организацию двух национальных гастрольных туров. В Нью-Йорке мюзикл удостоился десяти наград Tony Awards и десяти Drama Desk Awards, включая в обоих случаях номинацию Лучший мюзикл года. В Австралии проект также удостоился множества наград, в числе которых и семь Helpmann Awards.

## Постановки

### Постановка в Лондоне

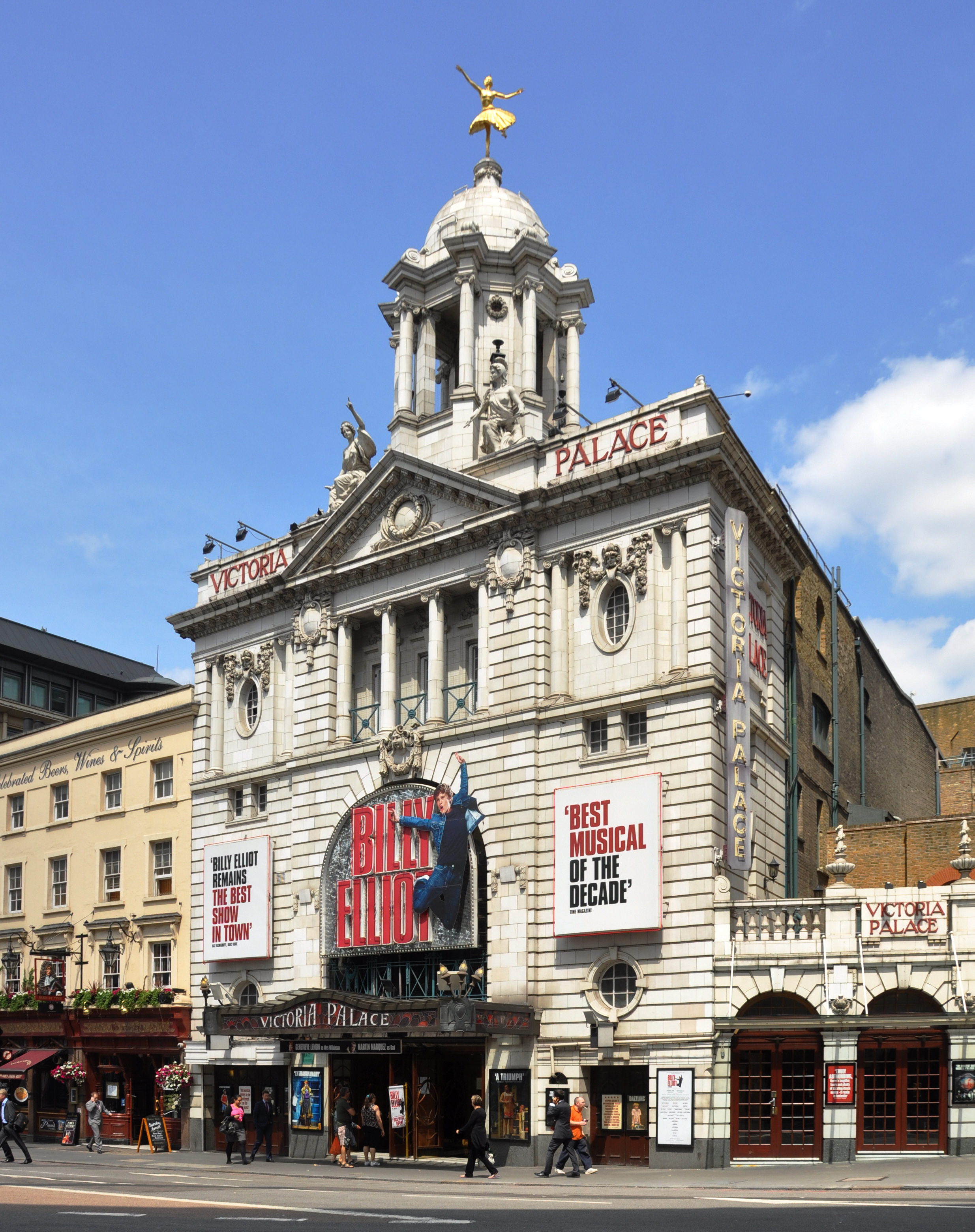
Victoria Palace Theatre с афишей мюзикла, Лондон.

Изначально постановку планировалось развернуть в Театре Тайн (англ. Tyne Theatre), Ньюкасл-апон-Тайн. Однако позже план был изменён в связи с финансовыми проблемами дирекции театра и значительно выросшим бюджетом самого мюзикла.
Премьера мюзикла состоялась в Вест-Энде, в театре «Дворец Виктория» (англ. Victoria Palace Theatre). Предварительные показы начались 31 марта, а официальное открытие состоялось 11 мая 2005 года. Постановка обошлась в 5,5 млн. фунтов (при том, что бюджет фильма составлял всего $ 5 млн). Продюсерами выступили студии «Working Title Films», «Old Vic Productions Plc», а также гражданский партнёр сэра Элтона Джона — Дэвид Фёрниш. Как и в фильме, режиссёром стал Стивен Долдри, а хореографом — Питер Дарлинг. Лиам Моуэр, Джеймс Ломас и Джордж Магуайр стали первой тройкой актёров, игравших по очереди главную роль — роль Билли Эллиота. Роли второстепенных персонажей исполнили Хайдн Гуинн (миссис Уилкинсон) и Тим Хили (отец Билли). Композитором мюзикла стал сэр Элтон Джон. Декорации были изготовлены по проекту Яна Макнил, костюмы — Ники Гиллибранд, освещение — Рик Фишер, и звук Пола Ардити. Релиз аудиоверсии мюзикла с оригинальным составом исполнителей состоялся 10 января 2006 года.
Мюзикл получил по большей части положительные отзывы: обозреватель Чарльз Спенсер газеты Daily Telegraph назвал его «величайшим британским мюзиклом, который я когда-либо видел», а издание Daily Mail заявило, что спектакль является «театральным шедевром».
Мюзикл удостоился четырёх наград Лоренса Оливье: Лучший мюзикл, Лучшая мужская роль (присуждена всем троим исполнителям главной роли — Лиам Моуэр, Джордж Магуайр, Джеймс Ломас), Лучший звук, Лучшая хореография. Постановка так же удостоилась премий Evening Standard Award , Critcs Circle Award и Theatregoers Choice Award, все три премии — в номинации Лучший мюзикл года.
12 мая 2006 года, в годовщину премьеры мюзикла, трое первых исполнителей роли Билли вновь вышли на сцену, исполнив эпизод «Electricity» (рус. Электричество), поочерёдно сменяя друг друга. В конце к ним присоединился и сэр Элтон Джон.
9 апреля 2016 года состоялся последний спектакль, и уже на следующий день прошла торжественная церемония закрытия шоу на сцене Лондона.

### Молодёжный театр Билли
Вслед за основной постановкой была выстроена схема «Молодёжный театр Билли» (англ. Billy Youth Theatre), в рамках которой школы и молодёжные организации могли развернуть собственную постановку мюзикла. Ли Холл и Мартин Кох адаптировали оригинальный сценарий и партитуры, сократив и упростив их для малобюджетных юношеских школьных постановок.
Лучшие постановки получили право гастролировать по всей Великобритании, выступая на профессиональных сценах, тогда как лучшие из лучших приняли участие в специальном мероприятии, организованном в театре Victoria Palace Theatre, на основной сцене мюзикла.

Я был тронут исполнением «Electricity» четырьмя сотнями детей, после окончания которого весь зал поднялся и дал спонтанные овации. Я не могу представить ничего, что могло бы превзойти этот момент.— Т. Хиндмарш, режиссёр, Stagecoach Darlington and Yarm

### Постановка в Австралии
Премьера состоялась 13 ноября 2007 года в сиднейском Capitol Theatre. Режиссёрами выступили Стивен Долдри и Джулиан Уэббер, а хореографом — Питер Дарлинг.В главной роли — роли Билли Эллиота — поочерёдно выступали Рис Косаковски, Рарман Ньютон, Лочлан Денхолм, Ник Твиней. Постановка была тепло встречена критиками и публикой, а в январе 2008 года была удостоена награды Лучший мюзикл года на церемонии Sydney Theatre Awards. Также мюзикл получил семь премий Helpman Awards в номинациях: Лучший мюзикл, Лучшая режиссура, Лучшая хореография, Лучшая женская роль (Женевьев Лимон в роли миссис Уилкинсон), Лучшая мужская роль (присуждена всем четырём исполнителям роли Билли), и пять премий Green Room Award. Последний показ состоялся 9 ноября 2008 года, когда на сцену вышли все восемь актёров, успевших сыграть главную роль мюзикла.
После была развёрнута постановка в Мельбурне, в театре Her Majesty’s Theatre. Премьера состоялась 13 декабря 2008 года. Последний показ был дан 14 июня 2009 года.

### Постановка на Бродвее

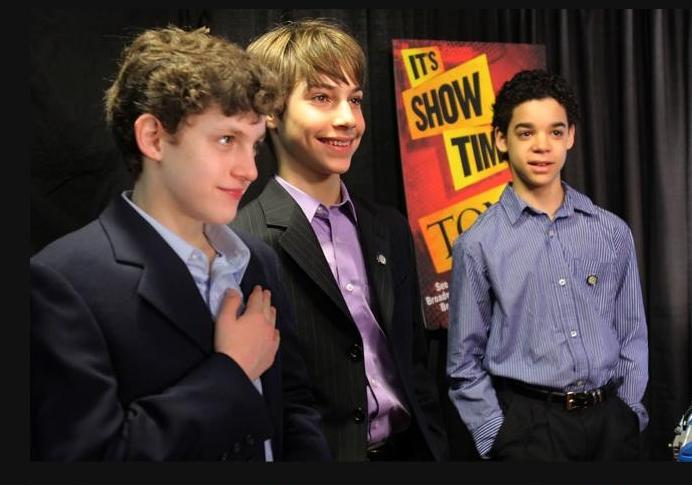
Премьерный состав: Трент Ковалик, Кирилл Кулиш, Дэвид Альварес (слева направо)

Предпремьерный показ на Бродвее состоялся в Imperial Theatre 1 октября, а премьера — 13 ноября 2008 года. В создании проекта принимала участие творческая команда, работавшая над оригинальной лондонской постановкой. Главную роль исполнили трое юных актёров: Дэвид Альварес, Кирилл Кулиш и Трент Ковалик. Трент Ковалик перед этим исполнял роль Билли на лондонской сцене. Хэйдн Гуинн вновь сыграла миссис Уилкинсон, а Грегори Жбара — отца Билли. Спектакль получил восторженные отзывы: The Times назвал его «триумфом», критик Лиз Смит — «потрясающе блестящим», «абсолютно точно удивительным», издание Daily News заявило: мюзикл «такой волнующий, что иногда хочется прыгать». New York Post высказало мнение, что «это почти как в любви» и назвало спектакль «забавным, безупречным и страстным», а также добавляло, что это «лучшее шоу, которое вы когда-либо увидите». Издание Los Angeles Times назвало мюзикл «глобальным театральным феноменом». Финансовый успех бродвейской постановки также оправдал все ожидания: сумма от предварительной продажи билетов превысила $ 20 млн. Спектакль был номинирован на пятнадцать премий Tony Awards, сравнявшись с мюзиклом «The Producers» в числе номинаций, которых когда-либо удостаивалось бродвейское шоу, и стал лауреатом в десяти из них. Премию за Лучшую мужскую роль в мюзикле получили одновременно трое юных исполнителей главной роли. Первоначальные инвестиции в размере $ 18 млн окупились за 14 месяцев, а продажи билетов оставались на очень высоком уровне. Заключительный показ состоялся 8 января 2012 года, спустя 40 предпоказов и 1304 регулярных выступлений.

### Гастрольные туры
Постановки в Чикаго и Торонто считаются Первым национальным (североамериканским) туром, однако они не являлись туром в обычном понимании смысла этого слова. Постановки демонстрировались в городах длительное время, что для гастрольного тура не характерно.

#### Первый национальный тур (2010—2011)

##### Чикаго (2010)

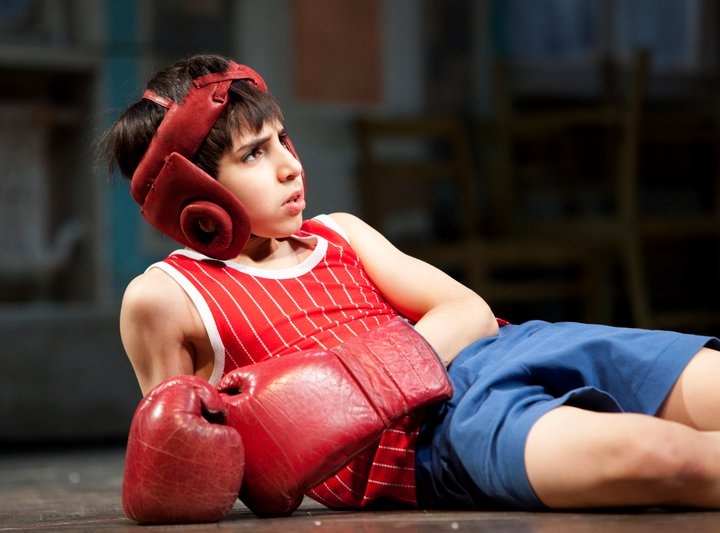
Сезар Коралес в роли Билли Эллиота. Постановка в Чикаго

Предварительный просмотр в Чикаго состоялся 18 марта 2010 года, тогда как премьера состоялась уже 11 апреля в Ford Center for the Performing Arts Oriental Theatre. Это положило начало североамериканскому гастрольному туру. Продюсер Эрик Феллнер заявил, что «мюзикл будет в Чикаго до тех пор, пока Чикаго не скажет: „проваливай!“. Мы можем ставить одновременно лишь одну постановку», а потому другим городам Северной Америки пришлось ждать закрытия шоу в Чикаго«. Роль Билли Эллиота исполнили Джузеппе Баузилио, Сезар Коралес и Джон Питер Варнес (замен.), роль миссис Уилкинсон — Эмили Скиннер. Постановка была закрыта относительно рано, 28 ноября 2010 года, и передана в Торонто. Шоу ставилось в Чикаго на протяжении 37 недель, состоялось 288 выступлений.
Предполагалось, что спектакль будет находиться в Чикаго по июль 2010, но по многочисленным просьбам срок продлили до середины января 2011 года. Однако уже в сентябре продажи билетов стали падать. По данным Chicago Tribune, «в будние дни последних недель посещаемость была особенно скверной, несмотря на большие скидки. Зрители сообщали, что на некоторых прогонах был пустой балкон. В будние дни число зрителей колебалось в районе 900 человек. И это при том, что в продажи билетов в декабре, как правило, высокие». Именно в связи с такими неожиданными обстоятельствами и было принято решение о закрытии шоу в Чикаго.

##### Торонто (2011)
Премьера в Канаде состоялась 1 февраля 2011 года в Театр Кэнон города Торонто, хотя первоначально премьера была назначена на 28 января.
Постановка получила в основном восторженные рецензии. Так, например издание Toronto Times восклицало «Здравствуй, Билли, и долгих лет тебе успеха!». Самый критичный обзор был опубликован в National Post, в нём было сказано: «Успех „Billy Elliot The Musical“, возможно, даже превосходит успех фильма, на котором он основан».
Дата последнего шоу в Торонто была сдвинута на три месяца вперёд в связи с неугасающим интересом к нему зрителей.

#### Второй национальный тур
Второй национальный тур стартовал в Durham Performing Arts Center, Дарем, Северная Каролина. Премьерный показ состоялся 30 октября 2010 года. Хотя именно в этот раз перемещение мюзикла из США в Канаду являлось классическим гастрольным туром, однако традиционно эта постановка считается Вторым национальным туром. После премьеры в Дареме, шоу демонстрировалось в Хьюстоне (штат Техас) и Портленде (штат Орегон). 27 июня 2011 года состоялась премьера в Orpheum Theatre Сан-Франциско. В этом городе спектакль шёл до 21 августа, примерно на четыре недели меньше, чем первоначально планировали создатели. Главную роль, роль Билли Эллиота, исполнили Джон Питер Варнес, Этан Фуллер, Кайланд Хетерингтон, Лекс Ишимото и Дэниэл Рассел. Фэйт Принц сыграла миссис Уилкинсон. Другие роли исполнили Рич Хеберт (Джекки), Патти Перкинс (Бабушка), Джефф Крэйди (Тони), Джоэл Блум (Джордж), Гриффин Берни и Яков Зеленский (Маайкл), Риган Хейли (Трейси), и Рэйчел Мракна (Дэбби).
Второй национальный тур был возобновлён в августе 2011 года. В нём приняли участие актёры из постановки в Торонто и первой части Второго национального тура. На момент премьеры роли исполняли: Джон Питер Варнес, Тай Форан, Лекс Ишимото и Кайланд Хетерингтон (Билли Эллиот), Лия Хокинг (миссис Уилкинсон), Рич Хеберт (Джекки), Патти Перкинс (Бабушка), Каллен Титмас (Тони), Патрик Ветцель (м-р Брейтуэйт), Джоэл Блум (Джордж), Кэтлин Хеннесси (Мёртвая мама), Бин Кук и Яков Зеленский (Майкл), Риган Хейли (Трейси) и Саманта Блэр Катлер (Дэбби).

### Другие постановки
10 августа 2010 года в Сеуле состоялся предпремьерный показ мюзикла, тогда как премьера в LG Arts Center состоялась уже 14 августа. Это была первая и на данный момент единственная неанглоязычная постановка. Главную роль в первом составе исполнили Джин-Хо Юнг, Джи-Мен Ли, Си-Йонг Ким, Джанянг Ким. На церемонии Korean Musical Award мюзикл получил награды в следующих номинациях: Лучший иностранный мюзикл, Лучший начинающий актёр (четверо исполнителей главной роли), Лучшая актриса второго плана (Young-joo Chung).

## Сюжет

#### Первый акт
В графстве Дарем начинается шахтёрская забастовка 1984—1985 годов («The Stars Look Down»). Одиннадцатилетний Билли остаётся после нелюбимой тренировки по боксу в зале и случайно видит занятия секции по балету, которую ведёт миссис Уилкинсон. Билли завораживает и увлекает танец, участником которого вскоре становится («Shine»). Когда он возвращается домой, ему не составляет труда скрыть свой секрет, ведь в доме днём бывает лишь его престарелая бабушка. Бабушка рассказывает Билли о дедушке, и тот узнаёт, что его дед был «полным ублюдком», который пил, поколачивал жену, да и вообще «если б я знала, то никогда б не вышла замуж и прожила бы настоящую жизнь». («Grandma’s Song»).
В то время как его брат, отец, и соседи бастуют и проводят время в столкновениях с полицией, Билли продолжает брать уроки танцев, сохраняя это в тайне от своей семьи. Мир балета перемежается с грубой реальностью, а мечта мальчика — с суровым бытом бастующих шахтёров («Solidarity»).
Спустя некоторое время, отец Билли всё-таки застаёт того в балетном классе и строго настрого запрещает посещать уроки танцев. Миссис Уилкинсон, считая Билли крайне талантливым, советует ему попробовать поступить в Королевскую балетную школу Лондона и предлагает брать у неё частные уроки для подготовки к прослушиванию. Билли не знает как поступить и отправляется за советом к своему другу Майклу. И застаёт того в женском платье. Майкл приглашает Билли весело провести время, наряжаясь в женскую одежду, презрев ограничения и предубеждения рабочего класса шахтёрского городка («Expressing Yourself»).
Билли приходит на свой первый частный урок к миссис Уилкинсон, взяв с собой несколько самых дорогих сердцу вещей, чтобы те вдохновили его на танец. Одна из таких вещей — письмо мамы, которое она оставила Билли перед своей смертью («Mum’s Letter»). Билли начинает урок с миссис Уилкинсон и танцует харизматичный танец («Born to Boogie»). Дочь миссис Уилкинсон, Дебби, влюбляется в Билли. Между тем, его отец и брат Тони ежедневно сражаются с полицией и семья едва сводит концы с концами, ведь забастовка продолжается уже почти год.
В день прослушивания, полиция устраивает рейд в городе и Тони получает лёгкое ранение. Билли не может пойти к миссис Уилкинсон, а потому — она идёт в дом Эллиотов сама. Там находится вся семья Билли в полном составе и некоторые их соседи. Миссис Уилкинсон вынуждена рассказать, что на протяжении долго времени преподавала Билли балет в рамках подготовки к этому самому дню. Новость приводит Тонни и отца Билли в бешенство, Тони вступает в спор с миссис Уилкинсон. Он пытается заставить Билли танцевать на столе, на глазах у всех. Полиция подходит ближе, все уходят, а Билли взывает к отцу, говоря, что мама позволила бы ему танцевать. Но отец отказывается признать это и произносит жестокие слова — «твоя мать мертва!». Билли впадает в ярость и танцует на фоне очередной стычки шахтёров с полицией продолжительный бешеный немой танец, танец олицетворяющий всю злость человека, на глазах которого разбилась его мечта («Angry Dance»).

## Музыкальные номера
| Акт I - The Stars Look Down (рус. Звёзды смотрят вниз) — Все - Shine (рус. Блеск) — Девочки балетного класса, миссис Уилкинсон, мистер Брейтуэйт - Grandma’s song (рус. Песня бабушки) — Бабушка - Solidarity (рус. Солидарность) — Девочки балетного класса, Билли, миссис Уилкинсон, шахтёры и полиция - Expressing Yourself (рус. Самовыражение) — Билли и Майкл - The Letter (Mum’s Letter) (рус. Письмо, рус. Мамино письмо — Миссис Уилкинсон, умершая мама и Билли - Born to Boogie (рус. Рождённый для буги) — миссис Уилкинсон, Билли и мистер Брейтуэйт - Angry Dance (рус. Злой танец) — Билли, полиция и шахтёры | Акт II - Merry Christmas, Maggie Thatcher (рус. С Рождеством, Мэгги Тэтчер) — Тони Эллиот и шахтёры (на Бродвее — миссис Уилкинсон, Билли, Майкл, высокий мальчик, маленький мальчик, девочки балетного класса, шахтёры) - Deep Into the Ground (рус. Глубоко под землю) — Джэкки Эллиот - Swan Lake (рус. Лебединое озеро) — Билли и взрослый Билли - He Could be a Star (He Could Go and He Could Shine) (рус. Он мог бы стать звездой, рус. Он мог бы пойти и мог бы блистать) — Джэкки и Тони - Electricity (рус. Электричество ) — Билли - Once We Were Kings (рус. Мы когда-то были королями) — Шахтёры - The Letter — Reprise, Billy’s Reply (рус. Письмо — реприза, рус. Ответ Билли) — Умершая мама и Билли - Finale (рус. Финал) — Все |

Для мюзикла Элтоном Джоном были также написаны следующие песни: Goodbye Grandma (рус. До свидания, бабушка), I don’t have a day, Not a tea dance / Man you’re shite, Not Only Poofs и That’s Fine. Однако в окончательную партитуру мюзикла они не вошли и сохранились лишь в виде пробных демозаписей в исполнении композитора мюзикла — сэра Элтона Джона.

## Персонажи и оригинальный актёрский состав

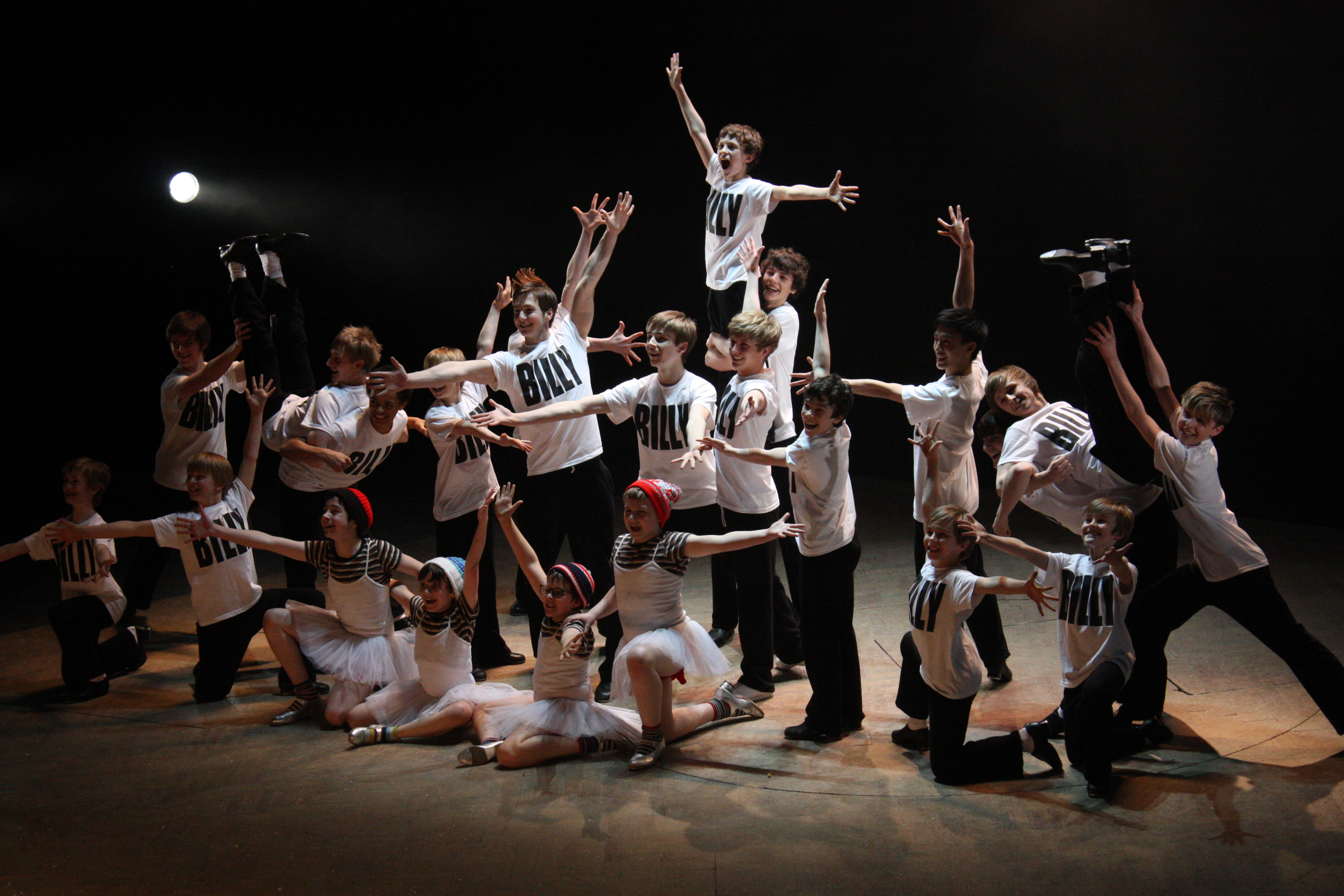
Актёры, исполнявшие роли Билли и Майкла в уэст-эндской постановке с 2005 по 2010 год

Основной оригинальный актёрский состав постановок в Уэст-Энде, на Бродвее, в Корее:
| Персонаж                      | Уэст-Энд                                     | Бродвей                                   | Корея                                                   |
| ----------------------------- | -------------------------------------------- | ----------------------------------------- | ------------------------------------------------------- |
| Билли Эллиот                  | Лиам Моуэр Джеймс Ломас Джордж Магуайр       | Кирилл Кулиш Дэвид Альварес Трент Ковалик | Се-Ёун Ким Jimyung Ли Jinho jung Junhyung Park Sunu Lim |
| Майкл Каффри                  | Райан Лонгботтом Эшли Люк Ллойд Брэд Кавана  | Дэвид Болонья Фрэнк Дольче                | Bumjun Kim Sunghun Lee                                  |
| Дэбби Уилкисон                | Люси Стивенсон Эмма Хадсон Брук Хавана Бейли | Эрин Вайланд                              | Yeeun Park                                              |
| Сандра Уилкинсон              | Хейдн Гуинн                                  | Хейдн Гуинн                               | Youngjoo Jung                                           |
| Джэкки Эллиот                 | Тим Хили                                     | Грегори Жбара                             | Wonhee Joe                                              |
| Тони Эллиот                   | Джо Каффри                                   | Сантино Фонтана                           | Jaehyun Lim                                             |
| Бабушка                       | Энн Эмери                                    | Кэрол Шелли                               | Jusil Lee                                               |
| мр. Брейтуэйт                 | Стив Элиас                                   | Томми Реттер                              | Wonryung Jang                                           |
| Джордж                        | Тревор Фокс                                  | Джоэл Хатч                                | Gunsu Ham                                               |
| Дженни Эллиот                 | Стефани Патсон                               | Лия Хокинг                                | Munhee Lim                                              |
| Билли Эллиот (в возр. 25 лет) | Айзек Джеймс                                 | Стивен Ханна                              | Hyunji Shin                                             |

Полный список актёрского состава мюзикла во всех постановках, а также дополнительная информация, содержится в статье Актёрский состав мюзикла «Билли Эллиот»

## Награды и номинации
Постановка в Вест-Энде в 2006 году была номинирована на девять наград Оливье, выиграв четыре из них, включая Лучший мюзикл. Тринадцатилетний Лиам Моуэр на тот момент стал самым молодым актёром в истории, получившим награду Лучший актёр мюзикла. Ранее эта награда присуждалась лишь одному исполнителю в год, однако на церемонии 2006 года она была присуждена всем троим исполнителям роли Билли. В 2005 году «Theatregoers» присудил премию Choice Award в номинации Самый многообещающий дебют Моуэру, Ломасу и Магуайру. Постановка также удостоилась премий «Choice Award», «Critics Circle Award», «Evening Standard» в номинаци Лучший мюзикл. Постановка в Сиднее была номинирована на 11 премий «Helpmann Awards» и выиграла семь из них, включая Лучший мюзикл. Постановка в Мельбурне в 2008 году была номинирована на 9 премий «Green Room Awards», получив шесть из них, включая Лучший театральный мюзикл. Постановка на Бродвее в 2009 году стала номинантом на 15 премий «Tony Awards», сравнявшись по числу номинаций, которого когда-либо удостаивалось бродвейское шоу, с мюзиклом «The Producers». В десяти номинациях мюзикл стал лауреатом, включая Лучший мюзикл года. Награда «Tony Awards» За лучшее исполнение ведущей роли в мюзикле впервые в истории была присуждена сразу троим исполнителям. Постановка также была номинирована на десять премий «Drama Desk Awards», выиграв все десять номинации, включая Лучший мюзикл. В течение 2008—2009 года мюзикл получил семь премий от «Outer Critics Circle Award», включая Лучший бродвейский мюзикл, а три исполнителя главной роли удостоились специального приза Special Achievement Award.

### Постановка в Лондоне
| Год  | Церемония                 | Категория                     | Номинанты           | Результат |
| ---- | ------------------------- | ----------------------------- | ------------------- | --------- |
| 2006 | Премия Лоренса Оливье     | Лучший новый мюзикл           | Лучший новый мюзикл | Победа    |
| 2006 | Премия Лоренса Оливье     | Лучшая мужская роль в мюзикле | Лиам Моуэр          | Победа    |
| 2006 | Премия Лоренса Оливье     | Лучшая мужская роль в мюзикле | Джордж Магуайр      | Победа    |
| 2006 | Премия Лоренса Оливье     | Лучшая мужская роль в мюзикле | Джеймс Ломас        | Победа    |
| 2006 | Премия Лоренса Оливье     | Лучшая женская роль в мюзикле | Хейдн Гуинн         | Номинация |
| 2006 | Премия Лоренса Оливье     | Лучшая роль второго плана     | Тим Хили            | Номинация |
| 2006 | Премия Лоренса Оливье     | Лучший режиссёр               | Стивен Долдри       | Номинация |
| 2006 | Премия Лоренса Оливье     | Лучший театральный хореограф  | Питер Дарлинг       | Победа    |
| 2006 | Премия Лоренса Оливье     | Лучшие декорации              | Ян МакНейл          | Номинация |
| 2006 | Премия Лоренса Оливье     | Лучший свет                   | Рик Фишер           | Номинация |
| 2006 | Премия Лоренса Оливье     | Лучший звук                   | Пол Ардитти         | Победа    |
| 2006 | Critics Circle Award      | Лучший мюзикл                 | Лучший мюзикл       | Победа    |
| 2006 | Theatregoers Choice Award | Лучший мюзикл                 | Лучший мюзикл       | Победа    |
| 2006 | Evening Standard Award    | Лучший мюзикл                 | Лучший мюзикл       | Победа    |

### Постановка в Австралии
| Год  | Церемония        | Категория                              | Номинанты          | Результат |
| ---- | ---------------- | -------------------------------------- | ------------------ | --------- |
| 2008 | Helpmann Awards  | Лучший мюзикл                          | Лучший мюзикл      | Победа    |
| 2008 | Helpmann Awards  | Лучший актёр мюзикла                   | Рис Косаковски     | Победа    |
| 2008 | Helpmann Awards  | Лучший актёр мюзикла                   | Рарман Ньютон      | Победа    |
| 2008 | Helpmann Awards  | Лучший актёр мюзикла                   | Лочлан Денхолм     | Победа    |
| 2008 | Helpmann Awards  | Лучший актёр мюзикла                   | Ник Твиней         | Победа    |
| 2008 | Helpmann Awards  | Лучшая актриса мюзикла                 | Женевьев Лимон     | Победа    |
| 2008 | Helpmann Awards  | Лучший актёр второго плана в мюзикле   | Линал Хафт         | Номинация |
| 2008 | Helpmann Awards  | Лучшая актриса второго плана в мюзикле | Лола Никсон        | Номинация |
| 2008 | Helpmann Awards  | Лучший режиссёр мюзикла                | Стивен Долдри      | Победа    |
| 2008 | Helpmann Awards  | Лучший хореограф                       | Питер Дарлинг      | Победа    |
| 2008 | Helpmann Awards  | Лучшие декорации                       | Ян МакНейл         | Номинация |
| 2008 | Helpmann Awards  | Лучший свет                            | Рик Фишер          | Победа    |
| 2008 | Helpmann Awards  | Лучший дирижёр                         | Стивен Амос        | Победа    |
| 2008 | Helpmann Awards  | Лучший звук                            | Пол Ардитти        | Номинация |
| 2008 | Green Room Award | Лучший мюзикл                          | Лучший мюзикл      | Победа    |
| 2008 | Green Room Award | Лучшее исполнение ведущей роли         | Рис Косаковски     | Победа    |
| 2008 | Green Room Award | Лучшее исполнение ведущей роли         | Майкл Дамески      | Победа    |
| 2008 | Green Room Award | Лучшее исполнение ведущей роли         | Джошуа Динар       | Победа    |
| 2008 | Green Room Award | Лучшее исполнение ведущей роли         | Дейтон Таварес     | Победа    |
| 2008 | Green Room Award | Лучшее исполнение ведущей роли         | Джошуа Уайсс Гейтс | Победа    |
| 2008 | Green Room Award | Лучшее исполнение ведущей роли         | Ричард Пайпер      | Номинация |
| 2008 | Green Room Award | Лучшая актриса первого плана в мюзикле | Женевьев Лимон     | Победа    |
| 2008 | Green Room Award | Лучший актёр первого плана в мюзикле   | Лиам Доддс         | Победа    |
| 2008 | Green Room Award | Лучший актёр первого плана в мюзикле   | Томас Дохерти      | Победа    |
| 2008 | Green Room Award | Лучший актёр первого плана в мюзикле   | Ланден Хейла-Браун | Победа    |
| 2008 | Green Room Award | Лучший актёр первого плана в мюзикле   | Джоэл Слейтер      | Победа    |
| 2008 | Green Room Award | Лучший актёр первого плана в мюзикле   | Майк Смит          | Номинация |
| 2008 | Green Room Award | Лучший режиссёр мюзикла                | Стивен Долдри      | Победа    |
| 2008 | Green Room Award | Лучший хореограф мюзикла               | Питер Дарлинг      | Победа    |
| 2008 | Green Room Award | Лучший свет и звук                     | Рик Фишер          | Номинация |
| 2008 | Green Room Award | Лучший дирижёр                         | Стивен Амос        | Номинация |
| 2008 | Green Room Award | Лучшие костюмы и/или декорации         | Ники Гиллибранд    | Номинация |

### Постановка на Бродвее
| Год  | Церемония                  | Категория                                              | Номинанты                                                                              | Результат |
| ---- | -------------------------- | ------------------------------------------------------ | -------------------------------------------------------------------------------------- | --------- |
| 2009 | Drama Desk Award           | Лучший мюзикл                                          | Лучший мюзикл                                                                          | Победа    |
| 2009 | Drama Desk Award           | Лучший сценарий мюзикла                                | Ли Холл                                                                                | Победа    |
| 2009 | Drama Desk Award           | Лучшее исполнение роли первого плана в мюзикле         | Грегори Жбара                                                                          | Победа    |
| 2009 | Drama Desk Award           | Лучшее исполнение женской роли первого плана в мюзикле | Хайдн Гуинн                                                                            | Победа    |
| 2009 | Drama Desk Award           | Лучший режиссёр мюзикла                                | Стивен Долдри                                                                          | Победа    |
| 2009 | Drama Desk Award           | Лучший хореограф                                       | Питер Дарлинг                                                                          | Победа    |
| 2009 | Drama Desk Award           | Лучшие оркестровки                                     | Мартин Кох                                                                             | Победа    |
| 2009 | Drama Desk Award           | Лучшая музыка                                          | Элтон Джон                                                                             | Победа    |
| 2009 | Drama Desk Award           | Лучший свет                                            | Рик Фишер                                                                              | Победа    |
| 2009 | Drama Desk Award           | Лучший звук                                            | Пол Ардитти                                                                            | Победа    |
| 2009 | Outer Critics Circle Award | Лучший новый бродвейский мюзикл                        | Лучший новый бродвейский мюзикл                                                        | Победа    |
| 2009 | Outer Critics Circle Award | Лучшая партитура                                       | Ли Холл и Элтон Джон                                                                   | Победа    |
| 2009 | Outer Critics Circle Award | Лучшее исполнение женской роли первого плана           | Хайдн Гуинн                                                                            | Победа    |
| 2009 | Outer Critics Circle Award | Лучший режиссёр мюзикла                                | Стивен Долдри                                                                          | Победа    |
| 2009 | Outer Critics Circle Award | Лучший хореограф                                       | Питер Дарлинг                                                                          | Победа    |
| 2009 | Outer Critics Circle Award | Лучшие декорации                                       | Ян МакНейл                                                                             | Номинация |
| 2009 | Outer Critics Circle Award | Лучшие костюмы                                         | Ники Гиллибранд                                                                        | Номинация |
| 2009 | Outer Critics Circle Award | Лучший свет                                            | Рик Фишер                                                                              | Победа    |
| 2009 | Outer Critics Circle Award | Специальный приз                                       | Дэвид Алварес                                                                          | Победа    |
| 2009 | Outer Critics Circle Award | Специальный приз                                       | Трент Ковалик                                                                          | Победа    |
| 2009 | Outer Critics Circle Award | Специальный приз                                       | Кирилл Кулиш                                                                           | Победа    |
| 2009 | Tony Award                 | Лучший мюзикл                                          | Лучший мюзикл                                                                          | Победа    |
| 2009 | Tony Award                 | Лучший сценарий мюзикла                                | Ли Холл                                                                                | Победа    |
| 2009 | Tony Award                 | Лучшая оригинальная партитура                          | Ли Холл и Элтон Джон                                                                   | Номинация |
| 2009 | Tony Award                 | Лучшее исполнение ведущей роли в мюзикле               | Дэвид Алварес                                                                          | Победа    |
| 2009 | Tony Award                 | Лучшее исполнение ведущей роли в мюзикле               | Трент Ковалик                                                                          | Победа    |
| 2009 | Tony Award                 | Лучшее исполнение ведущей роли в мюзикле               | Кирилл Кулиш                                                                           | Победа    |
| 2009 | Tony Award                 | Лучшее исполнение роли первого плана в мюзикле         | Дэвид Болонья                                                                          | Номинация |
| 2009 | Tony Award                 | Лучшее исполнение роли первого плана в мюзикле         | Грегори Жбара                                                                          | Победа    |
| 2009 | Tony Award                 | Лучшее исполнение женской роли первого плана в мюзикле | Хайдн Гуинн                                                                            | Номинация |
| 2009 | Tony Award                 | Лучшее исполнение женской роли первого плана в мюзикле | Кэрол Шелли                                                                            | Номинация |
| 2009 | Tony Award                 | Лучший режиссёр мюзикла                                | Стивен Долдри                                                                          | Победа    |
| 2009 | Tony Award                 | Лучший хореография                                     | Питер Дарлинг                                                                          | Победа    |
| 2009 | Tony Award                 | Лучшие оркестровки                                     | Мартин Кох                                                                             | Победа    |
| 2009 | Tony Award                 | Лучшие декорации                                       | Ян МакНейл                                                                             | Победа    |
| 2009 | Tony Award                 | Лучшие костюмы                                         | Ники Гиллибранд                                                                        | Номинация |
| 2009 | Tony Award                 | Лучший свет                                            | Рик Фишер                                                                              | Победа    |
| 2009 | Tony Award                 | Лучший звук                                            | Пол Ардитти                                                                            | Победа    |
| 2009 | Theatre World Award        |                                                        | Дэвид Альварес, Трент Ковалик, Кирилл Кулиш                                            | Победа    |
| 2009 | Young Artist Award         | Выдающийся ансамбль бродвейского мюзикла               | Дэвид Альварес, Трент Ковалик, Кирилл Кулиш, Дэвид Болонья, Фрэнк Дольче, Эрин Вайланд | Победа    |

### Постановка в Сеуле
| Год  | Церемония            | Категория                    | Номинанты                 | Результат |
| ---- | -------------------- | ---------------------------- | ------------------------- | --------- |
| 2010 | Korean Musical Award | Лучший иностранный мюзикл    | Лучший иностранный мюзикл | Победа    |
| 2010 | Korean Musical Award | Лучший начинающий актёр      | Се-Ёун Ким                | Победа    |
| 2010 | Korean Musical Award | Лучший начинающий актёр      | Ji-myung Lee              | Победа    |
| 2010 | Korean Musical Award | Лучший начинающий актёр      | Jin-ho Jung               | Победа    |
| 2010 | Korean Musical Award | Лучший начинающий актёр      | Sunu Lim                  | Победа    |
| 2010 | Korean Musical Award | Лучшая актриса второго плана | Young-joo Chung           | Победа    |